# 钱岙古遗址
29°43′24.25″N 121°34′43.7″E / 29.7234028°N 121.578806°E
钱岙古遗址位于中国浙江省宁波市鄞州区横溪镇横溪村钱岙自然村中部横河南岸，于1976年开挖横溪水库导流河时发现，遗址全长800米，当时进行小面积现场试掘，共出土文物46件，下层属商周时期，上层为春秋战国时期，主要器物有木结构屋架残存、榫卯构件、陶器（以夹沙红陶、泥质灰陶为主，原始瓷亦占一定比例），早期器物有豆、带把壶、罐、鼎之类，晚期器物可延伸到春秋战国时期的印纹硬陶和原始瓷，磨制石器有刀、斧、凿、镰、纺轮、环璜等工具，尚有一部分带柄石斧、石刀，共21件，铜器有铜斧、铜削铜凿等8件，1982年6月公布为鄞州区文物保护单位（当时为鄞县文物保护单位）。